# Max Havelaar (Roman)

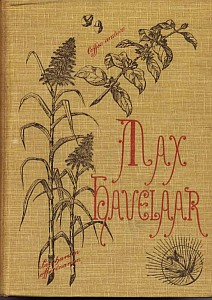
Ausgabe von 1891

Max Havelaar oder die Kaffeeversteigerungen der Niederländischen Handels-Gesellschaft (niederländisch: Max Havelaar of de koffij-veilingen der Nederlandsche Handelsmaatschappij) ist der Titel eines 1860 in Holland vom niederländischen Schriftsteller Eduard Douwes Dekker unter dem Pseudonym Multatuli veröffentlichten Romans. Es gab etliche Übersetzungen ins Deutsche.

## Inhalt
„Max Havelaar“ hat eine komplizierte Rahmenstruktur. Die äußerste Ebene handelt von einem Amsterdamer Kaufmann namens Droogstoppel, der von der Kaffeebörse lebt und genau so dröge ist, wie sein Name verheißt. In das saturierte Leben des philiströsen Droogstoppel dringt ein ehemaliger, jetzt mittelloser Bekannter ein, der um Beihilfe zur Veröffentlichung eines Manuskripts bittet. Dieses Manuskript, das seine eigene Entstehungsgeschichte enthält, bildet den größten und entscheidenden Teil des Buchs; es handelt, weitgehend autobiografisch, von der Karriere des Kolonialbeamten Max Havelaar auf Java in Niederländisch-Indien. Diese endet, als er schwere Verfehlungen seiner Vorgesetzten aufdeckt und letztlich das gesamte Kolonialsystem in Frage stellt. Komische Effekte werden durch eingeschaltete Bemerkungen Droogstoppels erzielt, mit denen der Autor die ablehnende Reaktion des niederländischen Bürgertums auf seine Enthüllungen vorwegnimmt und karikiert. Gegen Ende des Buches tritt der pseudonyme Autor, Multatuli, selbst hervor, zerreißt die Illusion, sein Buch sei ein Roman, und formuliert eine leidenschaftliche Anklage gegen eine selbstherrliche, inkompetente Kolonialverwaltung, die vom Mutterland faktisch nicht kontrolliert werden kann.

## Ursprünglicher Text

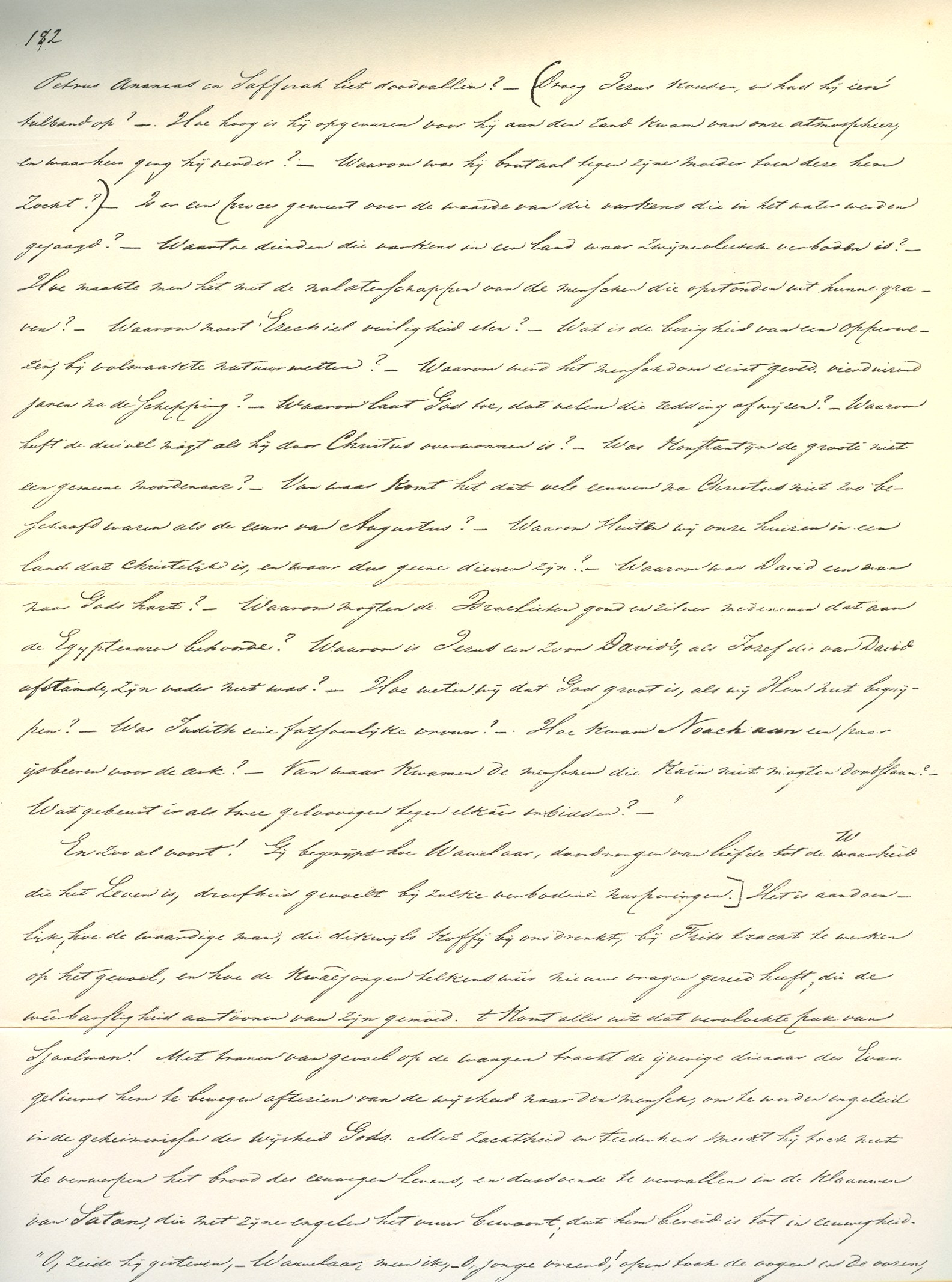
Seite aus dem Manuskript von 1860

Das Manuskript blieb lange unauffindbar. Während der Vorbereitungen für die Feier von 50 Jahren Max Havelaar im Jahr 1910 wurde ein allgemeiner Aufruf erlassen, Dokumente, Briefe und andere Multatuliana dem im Aufbau befindlichen Verein Het Multatuli Museum zur Verfügung zu stellen, zu verleihen oder zu spenden. Ein Nachkomme von J. de Ruyter (dem Herausgeber der zweiten Ausgabe im Jahr 1860), mr. C.H.E. Reelfs, fand das Original in seinem Schrank unter den Papieren seines Stiefvaters und schenkte es dem Multatuli-Museum. Eine Kopie davon wurde 2007 veröffentlicht. Das Manuskript von 1860 ist eine neu transkribierte Version eines früheren Entwurfs, mit allen Korrekturen von Jacob van Lennep. Van Lennep reduzierte zunächst die Anzahl der Kapitel im Manuskript auf siebzehn. Die endgültige Zahl der gedruckten Kapitel ist etwas größer, nämlich zwanzig. Van Lennep änderte während der Korrektur des Manuskripts auch vieles, mit dem sich Multatuli später sehr unzufrieden zeigte.

## Wirkung
Buch und Hauptfigur sind in den Niederlanden bis heute sehr populär; der „Max Havelaar“ gilt heute als das wichtigste niederländische Buch seiner Zeit. Seinen literarischen Rang verdankt der „Havelaar“ paradoxerweise dem Umstand, dass er nicht nur Literatur ist: Indem Multatuli die Form des Romans auf den letzten Seiten durchbricht, wächst er über die Nachahmung literarischer Vorbilder und über seine Zeit hinaus.
1962 gaben die Niederlande ihre Souveränität über die letzte Insel Niederländisch-Ostindiens, Neuguinea, auf.
Die Titelfigur des Buches hat auch verschiedenen Organisationen, die sich dem Fairen Handel verpflichtet fühlen, ihren Namen gegeben, so auch der Max Havelaar-Stiftung (Schweiz) oder dem Max-Havelaar-Label für Produkte aus fairem Handel in Frankreich.

## Deutschsprachige Ausgaben
- Berlin: G. M. F. Müller 1875. Übers. Theodor Stromer
- Halle an der Saale: Verlag von Otto Hendel, ca. 1890. Bibliothek der „Gesamt-Literatur“. Übers. Karl Mitschke
- Minden: J.C.C. Bruns’ Verlag 1900. Übers. Wilhelm Spohr
- Leipzig und Wien: Bibliograph. Inst., Meyers Volksbücher 1904 Übers. Paul Seliger
- Berlin: Die Brücke 1927. Übers. Erich M. Lorebach, Illustr. Reinhold M. Kuntze
- Minden: Bruns, 1927. Übers. Wilhelm Spohr. Meisterwerke der Weltliteratur; Bd. 21
- Berlin: Aufbau, 1948. Übers. Erich Stück, Nachw. Paul Wiegler
- Berlin: Verlag der Nation, 1952. Übers. Wilhelm Spohr
- Zürich: Manesse Verlag, 1965. Übers. Wilhelm Spohr
- Leipzig: Paul List Verlag, Neue Epikon-Reihe, 1972. Übers. Erich Stück, Nachw. Gerhardt Worgt
- Köln: Saignelégier, Verlag Bruckner & Thünker, 1993. Übers. Martina den Hertog-Vogt ISBN 3-905208-03-2
- Stuttgart: Manesse, Zürich 1996 ISBN 3-7175-1298-6
- Berlin: Ullstein TB, 1997. Übers. Martina den Hertog-Vogt et al. ISBN 3-548-24166-2

## Verfilmung
Eine Verfilmung des Romans entstand 1976 unter der Regie von Fons Rademakers als Niederländisch-indonesische Koproduktion.  Der Film Max Havelaar - Meine Tage in der Südsee war bis 1987 in Indonesien verboten.